# 桑日站
桑日站是一個位於中國西藏自治区山南市桑日县的铁路车站。2021年6月25日随拉林铁路的正式开通运营投入使用。车站站房面积2000平方米，站房外立面融入马鹿造型元素；站场设4条到发线。